# Stefan Gorski (aktor)
Stefan Gorski (ur. 19 lipca 1991 w Wiedniu) – austriacki aktor.

## Życiorys
Jego drugim językiem ojczystym jest język polski, jego rodzice pochodzą z Zakopanego i przenieśli się do Wiednia w połowie lat 80. Od 2012 studiował aktorstwo na Seminarium im. Maxa Reinhardta w Wiedniu, uzyskując dyplom w 2016. 
W 2010 rozpoczął współpracę z European Group Theatre Company, z którą wystąpił w Volkstheater w Wiedniu. W 2012 na scenie Neuen Bühne w Villach zaśpiewał tytułową rolę w sztuce Franzobela Młody Hitler, a w 2014 wcielił się w rolę Orestesa w Elektrze na trybunie wiedeńskiej. Był nominowany do nagrody Nestroy Theatre Awards 2014 w kategorii najlepszy młody talent za rolę Gavrilo Principa w przedstawieniu 1914 na festiwalu w Reichenau, gdzie w 2015 grał rolę syna bankiera Erharta Borkmana w sztuce Henrika Ibsena John Gabriel Borkman oraz w 2016 wystąpił jako Brick w inscenizacji Tennessee Williamsa Kotka na gorącym blaszanym dachu.
Na początku sezonu 2016/2017 związał się z teatrem Düsseldorfer Schauspielhaus w Düsseldorfie, grając Romea w Romeo i Julii, Mefista w Fauście, wielebnego Johna Hale’a w Polowaniu na czarownice, Bena w musicalu Bowiego Lazarus, Barona von Gaigerna w sztuce Vicki Baum Grand Hotel oraz Damisa w Świętoszku.

## Filmografia

### Filmy
- 2016: Ukryte zasoby (Das Sacher) jako operator
- 2018: Eter jako drugi oficer
- 2020: Contra jako Benjamin Schwertfeger
- 2020: Prawdziwa narzeczona (Helene, die wahre Braut, TV) jako książę Lassmann
- 2020: Christmas in Vienna (TV) jako Vincent
- 2022: Jeanny - Das fünfte Mädchen (TV) jako Aurelio Varesi (33)

### Seriale
- 2016: Das Sacher. In bester Gesellschaft jako kelner
- 2017: Tatort: Wehrlos jako David
- 2019: Capelli Code jako młody Capelli
- 2021: Z boską pomocą (Um Himmels Willen) jako Martin Bauer
- 2021: Inga Lindström jako Pelle
- 2021: Tatort: Rhythm & Love jako zwolennik Ruchu Rastafari